# Carl Falk
Carl Anthony Falk (Estocolmo; 17 de agosto de 1980) es un músico, compositor y productor discográfico sueco.

## Vida
Falk empezó a tocar el violín a la edad de cinco años, tocando la batería y el piano antes de elegir la guitarra como su instrumento. Tras estudiar música en la Escuela Latina Södra en Estocolmo, decidió dedicarse a la música a tiempo completo, trabajando como un músico de estudio para varios sellos discográficos y dirigiendo compañías, interpretando en vivo con artistas de toda Suecia.
Falk se unió a la compañía de producción/publicación "The Location" en 2002, pero dejó la misma en 2007. Decidió ampliar su horizonte e ir por su propio camino. Ha mantenido una relación muy íntima con Kristian Lundin, dueño de Location Songs, y ambos están colaborando en numerosos proyectos internacionales. Falk se reubicó en Los Ángeles en abril de 2010 y ha colaborado con Rami Yacoub y Steve Angello.
Algunos de los mayores artistas con los que ha trabajado son Avicii, One Direction, Akon, Backstreet Boys, Taio Cruz, Gavin DeGraw, Nicki Minaj, Nicole Scherzinger, Russell Crowe, Tommy Lee y muchos más.
Su instrumento favorito es la guitarra, trata de tener siempre una guitarra en sus canciones. Carl también toca muchos otros instrumentos como piano, bajo, violín y batería.